# 巴伦博斯特尔
巴伦博斯特尔是德国下萨克森州的一个市镇。总面积31.27平方公里，总人口1170人，其中男性601人，女性569人（2011年12月31日），人口密度37人/平方公里。